# Josip Berger
Josip Berger (Novom Sadu, 1929. godine — 2016), je srpski klinički psiholog iz Novog Sada.
Radio je na Psihijatrijskoj klinici Medicinskog fakulteta u Beogradu. Nakon završenog doktorata, postaje profesor na Filozofskom fakultetu, gde na odeljenju za psihologiju osniva predmet psihodijagnostika i postavlja temelje kliničke psihologije na ovim prostorima.
Josip Berger je inicirao uvođenje novih pravaca psihološke terapije, o čemu je pisao u preko 160 stručnih i naučnih radova. Neke od njegovih najznačajnijih publikacija su: 
- Treći roditelj – Novi pravci grupne psihoterapije, (1980. Nolit);
- Vekslerov individualni test inteligencije, (1981. DPS);
- Test nedovršenih rečenica, (1983. DPS);
- Psihodijagnostika, (1984. Nolit);
- Projektivna psihologija – Roršahov test ličnosti (1989. Nolit);
- Klinička psihologija, individualna i socijalna - J. Berger, M.Biro i S. Hrnjica (1990. Narodna knjiga);
- Psihoterapija od leka do utopije, (2000);
- Životne teme i personalni stavovi - J. Berger i S. Vukobrat (1998);
- Psihologija porodice, (1998);
- Psihološki potporni sistem, (2002), Sinopsis;
- Pitanja psihološke procene ličnosti i integracije, (2003 DPS).